# Pieteren den Brant
Pieteren den Brant was een middeleeuws dichter en de vermoedelijke auteur van het Geraardsbergse handschrift.
Het origineel handschrift bevindt zich in de Albertina in Brussel met als signatuur 837-845 en bestaat uit twee delen. Het bevat onder andere de Wereldkroniek van heraut Beyeren gevolgd door gedichten uit de 10e tot de 15e eeuw. Vermoedelijk werden beide handschriften geschreven rond 1460. Het is een geheel van raadsels, spreuken spotteksten alsook een unieke reisgids van Parijs naar Rome alsook pelgrimstochten vanuit Maastricht, Aken en Keulen die eindigen in Geraardsbergen.